# Thị trường in 3D

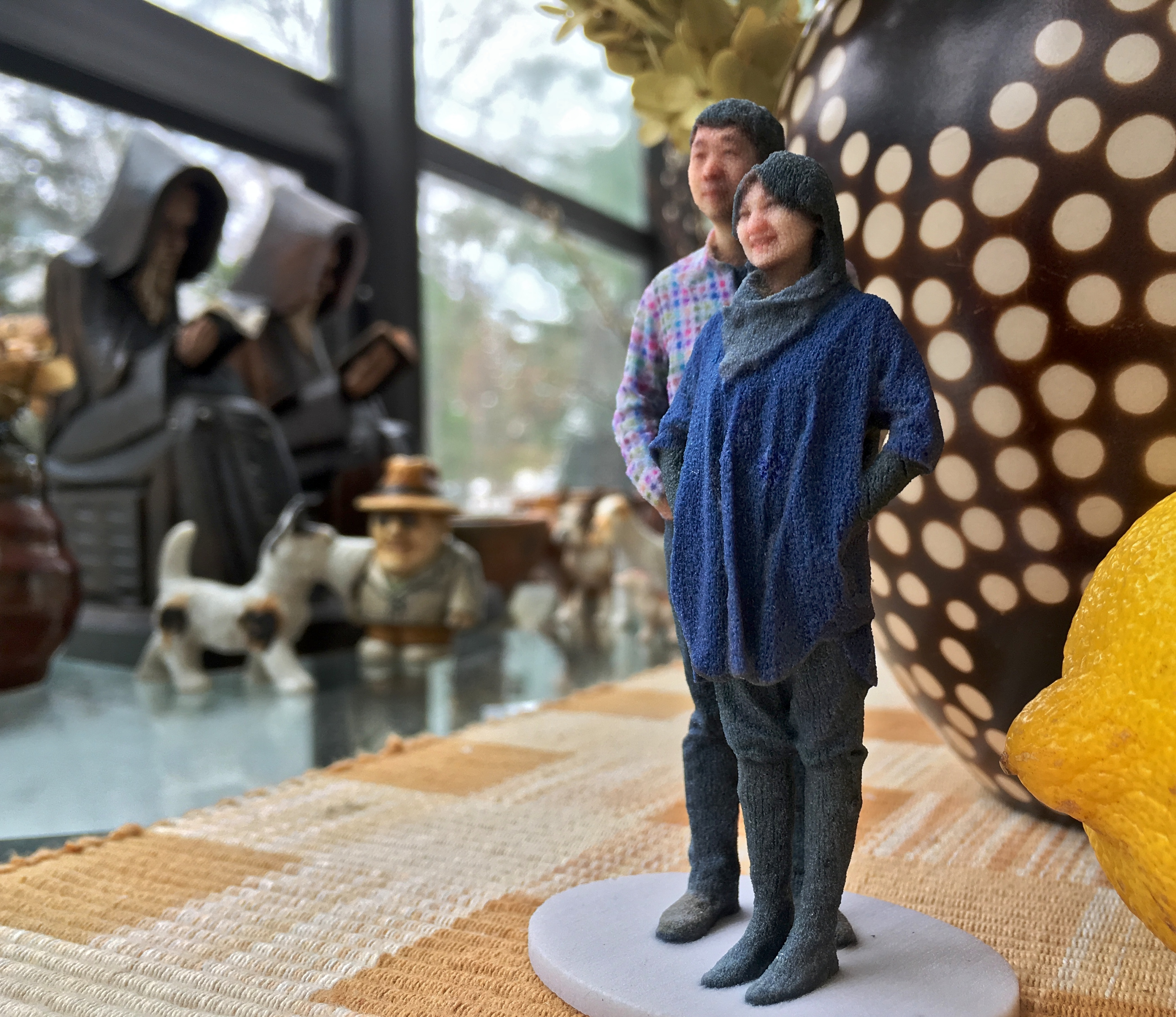
Ảnh tự sướng 3D theo tỷ lệ 1:20 do Shapeways in bằng cách sử dụng in thạch cao

Thị trường in 3D là trang web nơi người dùng mua, bán và chia sẻ tự do các tệp in 3D kỹ thuật số để sử dụng trên máy in 3D. Thị trường in ấn 3D đã nổi lên với phân khúc phát triển nhanh chóng của máy in 3D của người tiêu dùng. Hiện tại, các thị trường in 3D hiện tại là số ít và mô hình kinh doanh của họ vẫn không mang lại lợi nhuận.

## Mô hình
Thị trường tiêu thụ máy in 3D đã phát triển rất nhiều trong vài năm qua. Theo Credit Suisse, mức tăng trưởng năm 2013 là 100% so với năm 2012. Máy in 3D của người tiêu dùng cho phép các hộ gia đình sản xuất hàng hóa tại nhà. Vì hầu hết mọi người không phải là chuyên gia CAD, họ phải sử dụng thiết kế của bên thứ ba. Thị trường in 3D là nguồn thiết kế in 3D lớn nhất và người ta tin rằng họ sẽ thống trị trên thị trường các đối tượng in 3D.

## Cách thị trường in 3D hoạt động
Thị trường in 3D là sự kết hợp của các trang web chia sẻ tệp, có hoặc không có khả năng thương mại điện tử được tích hợp sẵn. Nhà thiết kế tải lên các tệp phù hợp để in 3D trong khi những người dùng khác mua hoặc tải xuống miễn phí các tệp đã tải lên để in. Các thị trường tạo thuận lợi cho việc quản lý tài khoản, cơ sở hạ tầng, tài nguyên máy chủ và đảm bảo thanh toán an toàn các khoản thanh toán (thương mại điện tử). Một số thị trường cũng cung cấp các dịch vụ bổ sung như in 3D theo yêu cầu, vị trí của các cửa hàng in 3D thương mại, phần mềm liên quan để hiển thị mô hình và xem các mục linh hoạt bằng cách sử dụng các gói như Sketchfab. Các định dạng tệp có thể in 3D được sử dụng rộng rãi nhất là stl, wrl và vrml.

## Các loại hình thị trường in 3D
Có nhiều loại thị trường in 3D khác nhau. Một số người trong số họ thích Thingiverse được dành riêng để chia sẻ miễn phí các tệp có thể in 3D. Những người khác, như Shapeways cung cấp một dịch vụ in ấn 3D cho các đối tượng đã được cung cấp để bán bởi các nhà thiết kế. MyMiniFactory cung cấp sự kết hợp của hai loại này: hoạt động chính của họ là chia sẻ miễn phí hoặc các tệp có thể in 3D, chúng cũng cung cấp các dịch vụ in theo yêu cầu và thiết kế theo yêu cầu. Một thể loại khác là các trang web được minh họa bởi Threeding và 3DPrintWise. Chúng cung cấp trao đổi miễn phí và thương mại các tệp in 3D kỹ thuật số để sử dụng trên máy in 3D nhưng không trực tiếp bao gồm các dịch vụ in 3D. Tuy nhiên, các thị trường này cung cấp khả năng tích hợp vào cơ sở dữ liệu của máy in 3D do các bên thứ ba cung cấp như MakeXYZ và 3D Hubs. Hai tài nguyên sau này chứa hai dịch vụ vị trí địa lý cho hàng nghìn máy in 3D đã đăng ký. Hai nhà sản xuất máy in 3D cá nhân lớn nhất Makerbot (một phần của Stratasys, Ltd) và Cubify (công ty con của  3D Systems) cung cấp kho lưu trữ tệp riêng của họ để chia sẻ, tương ứng Thingiverse và Cubify Store. Đối với nhu cầu in 3D chuyên nghiệp, có các nền tảng cung cấp giao diện đấu giá kiểu đấu giá ngược, hệ thống thanh toán ký quỹ tích hợp và nhiều tính năng được thiết kế riêng cho các giao dịch B2B.

## Ví dụ về thị trường in 3D
Shapeways là một thị trường in 3D có trụ sở tại New York và một nhà cung cấp dịch vụ in 3D theo yêu cầu. Nhà thiết kế tải lên tệp thiết kế và người dùng có thể đặt hàng bằng Shapeways để sản xuất mặt hàng 3D, sử dụng máy in công nghiệp, từ nhiều loại vật liệu khác nhau bao gồm kim loại, nhựa và đồ gốm.
3DLT là một nền tảng cho việc in ấn 3D như một dịch vụ thông qua đó các nhà bán lẻ cung cấp các sản phẩm in 3D trực tuyến và tại cửa hàng. Người dùng thiết kế 3DLT và tải lên các tệp có thể in 3D và 3DLT đã làm việc để in và bán các sản phẩm này cho đến khi nó ngừng hoạt động vào năm 2015.
Thingiverse cung cấp chia sẻ miễn phí các thiết kế kỹ thuật số do người dùng tạo để in 3D. Trang web được sở hữu bởi Makerbot (một công ty con của Stratasys). Nhiều dự án kỹ thuật sử dụng Thingiverse như một kho lưu trữ để đổi mới và phổ biến các tài liệu nguồn cho công chúng.
MyMiniFactory cung cấp khả năng chia sẻ miễn phí các tệp có thể in 3D đã được thử nghiệm trước đó trên máy in 3D. Trang web là tài sản của iMakr và cũng cung cấp dịch vụ phát trực tuyến miễn phí cho các nhà thiết kế 3D. Họ cũng cung cấp các dịch vụ in theo yêu cầu và thiết kế theo yêu cầu.
Threeding là công ty khởi nghiệp Đông Âu cung cấp nội dung có thể in 3D miễn phí và có phí. Một phần đáng kể các đối tượng 3D có sẵn tại Threeding.com là các bản sao kỹ thuật số của các hiện vật lịch sử.

## Mối quan ngại về bản quyền
Luật sở hữu trí tuệ (IP) hiện tại ở các nước phát triển không quy định rõ ràng việc in 3D. Điều này tạo ra nhiều câu hỏi về tình trạng IP của các thị trường in 3D. Một số nhà phân tích dự đoán rằng các thị trường in 3D sẽ là "Napster tiếp theo". Hầu hết các thị trường vẫn bảo thủ về chủ đề này. Hầu hết các thị trường in 3D lớn cũng có các thủ tục khiếu nại bản quyền. Việc phát triển thêm in 3D và nhiều thị trường mới để chia sẻ tệp có thể sẽ khiến bản quyền trở thành vấn đề quan trọng trong đó.